# Staining
Staining – wieś w Anglii, w hrabstwie Lancashire, w dystrykcie Fylde. Leży 64 km na północny zachód od miasta Manchester i 322 km na północny zachód od Londynu.